# J. W. Scott
John Walter Scott, connu sous le nom de plume de J. W. Scott, né le 1er décembre 1907 et mort en 1987 est un illustrateur de couvertures de pulps.

## Biographie
John Walter Scott naît le 1er décembre 1907 à Camden dans le New Jersey. Son père meurt en 1919. Sa mère trouve alors du travail dans une société de tapisserie. En 1923, il est aussi engagé dans cette société. L'entreprise propose des cours du soir et Scott y suit une formation de dessinateur. En 1930, après avoir achevé sa formation, il devient dessinateur indépendant. En 1932, il déménage à New York et commence à dessiner des couvertures pour des magazines. Il travaille alors surtout pour les éditeurs de pulps magazines. Sa première couverture pour ce type de magazine est Complete Western Book Magazine n°1 publié par Newsstand Publications, édité par Martin Goodman, en octobre 1933. Entre 1933 et 1943 il crée 307 couvertures pour des magazines publiés par Goodman. Il est payé 20 $ par couverture. En 1938, il est engagé par une entreprise publicitaire et dessine alors aussi  pour des magazines d'un plus haut standing sur papier glacé. Durant la seconde guerre mondiale il est affecté au magazine militaire YANK Magazine où il dessine, écrit des articles et devient un des responsables éditoriaux. Après guerre il revient aux magazines de luxe. En 1946, il se marie et déménage dans le Connecticut. Deux filles naîtront de ce mariage. Dans les années 1950, il devient un dessinateur régulier de magazines d'aventures. Après sa retraite il peint des tableaux dont le thème principal est le Far West. Il meurt le 20 octobre 1987 à Darnbury.